# Nannostomus rubrocaudatus
Nannostomus rubrocaudatus is een straalvinnige vissensoort uit de familie van de slankzalmen (Lebiasinidae). De wetenschappelijke naam van de soort is voor het eerst geldig gepubliceerd in 2009 door Zarske.